# Rieux-en-Cambrésis
Rieux-en-Cambrésis is een gemeente in het Franse Noorderdepartement (Frans: département du Nord) (regio Hauts-de-France). De plaats maakt deel uit van het arrondissement Cambrai. Rieux-en-Cambrésis telde op 1 januari 2022 1.432 inwoners.

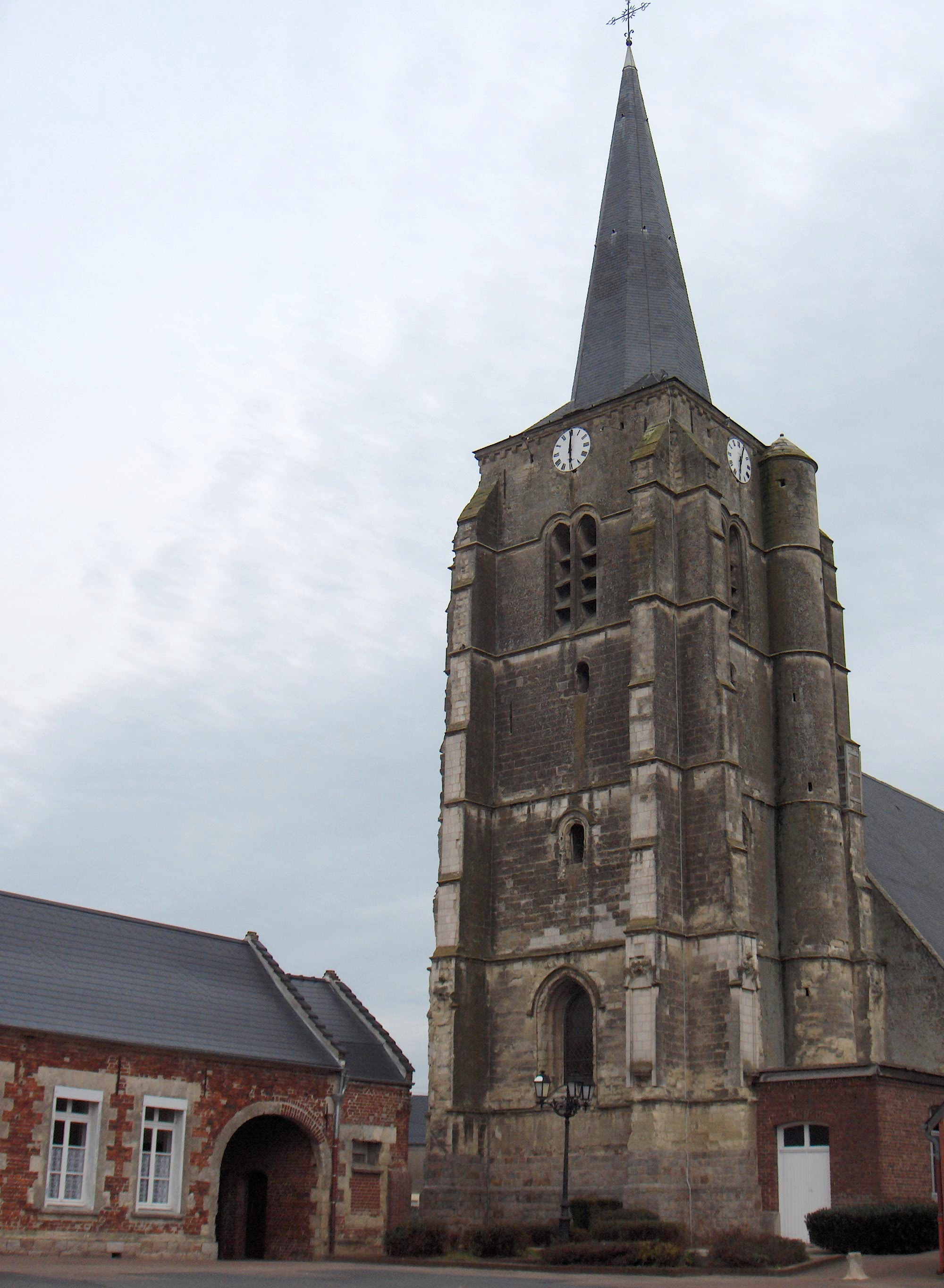
Sint-Maartenskerk van Rieux-en-Cambrésis

## Geografie
De oppervlakte van Rieux-en-Cambrésis bedroeg op 1 januari 2022 7,66 vierkante kilometer; de bevolkingsdichtheid was toen 186,9 inwoners per km².

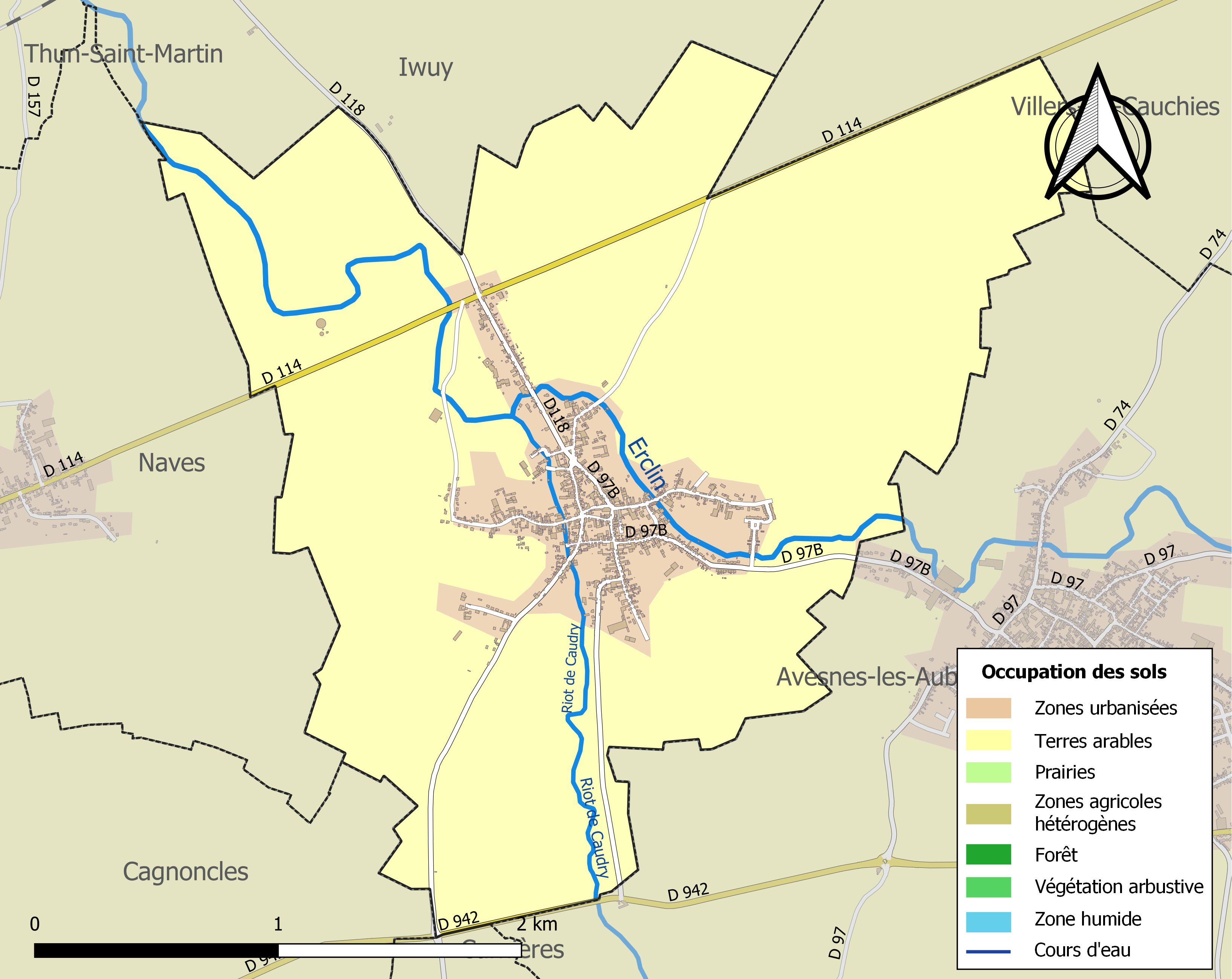
Kaart van de gemeente met belangrijkste infrastructuur, bodemgebruik en omliggende gemeenten

## Demografie
Onderstaande figuur toont het verloop van het inwonertal (bron: INSEE-tellingen).